# Hexatoma obsoleta
Hexatoma obsoleta är en tvåvingeart som först beskrevs av Samuel Wendell Williston  1900.  Hexatoma obsoleta ingår i släktet Hexatoma och familjen småharkrankar.
Artens utbredningsområde är Honduras. Inga underarter finns listade i Catalogue of Life.